# 소래빛도서관
소래빛도서관은 경기도 시흥시에 있는 공립 도서관이다.